# 1391 Carelia
1391 Carelia eller 1936 DA är en asteroid upptäckt 16 februari 1936 av den finske astronomen Yrjö Väisälä vid Storheikkilä observatorium. Asteroiden har fått sitt namn efter det latinska namnet på Karelen.